# Belisana tongi
Espèce
Belisana tongi est une espèce d'araignées aranéomorphes de la famille des Pholcidae.

## Distribution
Cette espèce est endémique de Chine. Elle se rencontre au Yunnan et au Sichuan.

## Description
Le mâle holotype mesure 1,96 mm et la femelle paratype 2,13 mm.

## Systématique et taxinomie
Cette espèce a été décrite par Zhang, Li et Yao en 2024.

## Étymologie
Cette espèce est nommée en l'honneur de Yan-feng Tong.

## Publication originale
- Zhang, Wu, Li & Yao, 2024 : « Eight new spider species of Belisana Thorell, 1898 (Araneae, Pholcidae), with an updated overview of Belisana species from Yunnan, China. » ZooKeys, vol. 1202, p. 255-286 (texte intégral).